# Юра (река, Хонсю)
Юра (яп. 由良川 юрагава) — река в Японии на острове Хонсю. Протекает по территории префектуры Киото.
Длина реки составляет 146 км, на территории её бассейна (1880 км²) проживает около 320 000 человек. Согласно японской классификации, Юра является рекой первого класса. Расход воды составляет 41 м³/с — около 50 м³/с.
Исток реки находится на нагорье Тамба под горой Микуни-даке (三国岳, высотой 959 м), на границе префектур Киото, Сига и Фукуи. Юра течёт на запад через девственный лес Асиу (芦生) и горные ущелья, где в неё впадают реки Такая (高屋川) и Камбаяси (上林川). Далее она протекает по узкой долине через города Аябе и Фукутияма, где в неё впадает Хадзе (土師川). В низовьях Юра вновь течёт через горные ущелья на север, протекая через города Майдзуру и Миядзу, и впадает в Японское море, образуя эстуарий.
Юра впадает в западную часть залива Вакаса. Устье залива широко открывается в Японское море, а уклон шельфа крутой, за исключением участка у устья Юры, где накапливается выносимый рекой осадок.
Около 89 % бассейна реки занимают леса. Юра протекает через несколько слоёв аллювиальных террас — в низовьях выделяются террасы Хито и Оэ (Осадано), сложенные крупнозернистым материалом. Кроме них в бассейне сформировались террасы Нанрё, Хори и Идзаки.
Уклон реки в верховьях составляет около 1/220, в среднем течении — 1/750, в низовьях — 1/2300-1/8000.
Эстуарий Юры (последние 10 км) имеет ширину 100—500 м и глубину 3-5 м. Из-за небольшого уклона дна солёная вода проникает до 20 км вверх по течению. Амплитуда прилива составляет менее 0,5 м.
Среднегодовая норма осадков в районе реки составляет около 1500—2000 мм в год. Зимой северо-западные ветра вызывают в этом районе сильные снегопады, а летом, в сезон дождей (июнь-июль), часты циклоны. Из-за этого больше всего воды река несёт ранней весной, во время таяния снегов (с января по апрель), а летом и осенью наблюдаются резкие скачки объёма воды.
В густонаселённом районе в среднем течении реки многократно происходили наводнения, приводившие к человеческим жертвам и разрушениям.
В XX и XXI веках наибольший ущерб нанесли наводнения 1953, 1959, 1961, 1965, 1972, 2004, 2013 и 2014 годов. Во время наводнения 1953 года, вызванного тайфуном № 13, уровень вода поднялся до 7,8 м в Фукутияме, погибло 36 человек и было затоплено более 5000 домов. В 1959 году погибло 2 человека и затопило более 4000 домов, в 2004 году (наводнение вызвано тайфуном № 23) погибло 5 человек и затопило более 1600 домов. В 2004 и 2014 годах площадь затопленной территории составила около 2,5 тыс. га. Для предотвращения ущерба в 1947 году было начато строительство дамб в районе от Аябе до Фукутиямы, к 1965 году большая их часть была готова. В низовьях реки узкая долина затрудняла подобные проекты, поэтому там проводились дноуглубительные работы с 1962 по 1992. Кроме того, в 1961 году в 76 км от устья было построено водохранилище Оно с регулирующей ёмкостью 900 м³/с.
Считается, что в древности палео-Юра текла на юг по современному руслу Такеды (приток Хадзе) и Како и впадала во Внутреннее Японское море. После накопления отложений гравия на террасах Хито верхние притоки палео-Юра-Како были перехвачена текущей на север рекой, отчего водораздел сдвинулся к впадине Фукутияма. Сегодня Такеду отделяет от бассейна Како самый низкий водораздел на Хонсю, высотой около 100 м и шириной около 700 м.
С XVII по XX века низовья реки служили важной транспортной артерией для района Фукутиямы. С 1672 года водный транспорт связывал Фукутияму с Осакой через Японское море, пролив Каммон и Внутреннее Японское море, также существовал сухопутный маршрут из верховьев реки в Осаку и Киото. На реке был основан порт Юраминато, через который вниз по реке везли такие товары, как рис (для уплаты налога князю), пшеницу, коннякудама и хлопок. Обратно лодки везли в основном соль. Кроме того, вверх по реке везли шёлк, который оттуда отправляли сушей в Осаку и Киото.
Для перевозок в основном использовались лодки вместимостью 20-50 коку, количество которых доходило до 3 сотен. В конце XIX века речной транспорт потерял своё значение с открытием железнодорожной линии Санъин.